# Vue de Penha de França
Vue de Penha de França est une peinture à l'huile sur toile de 1857 par l'artiste portugais du romantisme Tomás da Anunciação (1818-1879), une œuvre actuellement conservée au Musée du Chiado, à Lisbonne.
Considéré par ses contemporains comme le maître de la génération romantique, Tomás da Anunciação s'était présenté en 1852 au concours pour le poste de professeur suppléant de la chaire de Paysage à l'Académie des Beaux-Arts avec son œuvre Vista da Amora, paisagem com figuras. Il fut nommé professeur titulaire en 1858, nomination à laquelle la création de Vista da Penha de França contribua.

## Description
Il s'agit manifestement d'une peinture de paysage. L'œuvre représente une vue de la Lisbonne rurale du milieu du XIXᵉ siècle, avec en arrière-plan, presque au centre du tableau, l'ancien couvent de l'Ordre de Saint-Augustin, situé sur la colline de Penha de França, se détachant sur un horizon baigné de lumière. Cette vue lointaine est encadrée de manière scénique par trois arbres imposants au premier plan, dont l'ombre s’étend sur le sol. Au-delà, dans la prairie ensoleillée, on distingue deux bœufs ainsi qu'une paysanne assise, veillant sur eux.
L'œuvre fit partie de la collection de l'ancien Musée National des Beaux-Arts et d'Archéologie (aujourd’hui MNAA) à partir de 1884.